# Disastro del Mateo Flores
Il disastro del Mateo Flores (in spagnolo Tragedia de Mateo Flores) fu una tragedia calcistica avvenuta allo stadio Mateo Flores di Città del Guatemala il 16 ottobre 1996.
L'incidente, causato da gravissime inadempienze amministrative che avevano provocato il sovraffollamento dell'impianto e l'accalcamento di migliaia di persone, provocò la morte di 83 persone a seguito di cui fu avviata un'indagine che tuttavia a non portò alla determinazione di alcun colpevole.

## I fatti
Alle 21 del 16 ottobre 1996 era in programma allo stadio Mateo Flores di Città del Guatemala il match valevole per le qualificazioni ai mondiali di Francia '98 tra Guatemala e Costa Rica. Le due squadre stavano lottando per il secondo posto nel gruppo 1 dei gironi di semifinale della zona CONCACAF: lo spettacolo promesso dalla partita, unito alla rivalità tra le due nazionali, richiamava migliaia di supporter da ambedue i Paesi.
A meno di un'ora dal fischio d'inizio lo stadio era già gremito in ogni ordine di posto, ma la folla che all'esterno dell'impianto premeva per entrare era ancora enorme. Come solo in seguito si potrà ricostruire, il numero di biglietti venduti (più di 47.000) superava nettamente la capienza massima del Mateo Flores, che poteva contenere non più di 38.000 persone. Ai tagliandi validi in eccesso, si unirono centinaia di biglietti falsi, provocando così un afflusso troppo grande (più di 50.000 tifosi) in confronto del numero dei posti a sedere.
Proprio mentre le squadre erano scese in campo per il riscaldamento pre-partita, lo spettacolo che si presentò ai calciatori era agghiacciante. Le persone che si erano sistemate nei posti più a ridosso del campo erano schiacciate verso le inferriate che separavano le tribune dal terreno di gioco e dovunque si sollevavano grida di dolore che invocavano l'apertura dei cancelli che davano sul prato.
Quando la polizia guatemalteca si rese conto di quanto stava accadendo, aprì le porte interne, permettendo alla folla di riversarsi sul prato, mentre allontanò coloro che all'esterno dello stadio ancora premevano per entrare, ignari del dramma. Con le tribune meno piene la portata della strage venne subito avvertita: decine di persone giacevano senza vita, soffocate dalla calca, mentre altre avevano subito ferite più o meno gravi. Alla fine il bilancio fu pesantissimo: 83 morti e oltre 200 feriti.
Il presidente del Guatemala Álvaro Arzú, presente allo stadio, ordinò immediatamente il rinvio della partita (che sarebbe stata poi rigiocata per motivi di sicurezza in "campo neutro" a Los Angeles il 24 novembre, con vittoria per 1-0 del Guatemala) e l'apertura di un'indagine per chiarire le responsabilità dei fatti.
La pesantezza del bilancio e le modalità con cui ebbe luogo la strage del Mateo Flores richiamarono agli occhi degli sportivi di tutto il mondo la strage di Hillsborough, avvenuta il 15 aprile 1989 a Sheffield (Inghilterra).

## Conseguenze
Le indagini seguite alla strage palesarono quale principale causa l'eccessivo numero di biglietti venduti: oltre 47.000 (senza contare i tagliandi falsi), contro i soli 38.000 posti di capienza massima del Mateo Flores. A ciò si aggiungeva la precaria struttura dello stadio, inadatto ad ospitare partite di tale rilevanza e privo di adeguate misure di sicurezza e di soccorso.
La procura guatemalteca indagò 13 direttori amministrativi per omicidio colposo e lesioni, ma alla fine nessun provvedimento giudiziario venne adottato. D'altro canto la Confederación Deportiva Autónoma de Guatemala (l'omologo guatemalteco del CONI italiano) non si assunse alcuna responsabilità dell'accaduto, pur essendo stato appurato che tale ente non aveva mai stilato un piano di emergenza e di contingenza da utilizzare per il Mateo Flores.
L'unico provvedimento assunto dall'amministrazione del Guatemala fu la riduzione della capienza dello stadio da 38.000 a 29.000 posti, avvenuta nel 2000.